# سپر نقره ای ها
آرگیراسپیدها (به یونانی باستان: Ἀργυράσπιδες، به معنی «سپرهای نقره ای») سربازان نخبه مقدونی در دوران باستان بودند که در یک دست سپری دایره شکل بزرگ و نقره‌کاری شده حمل می‌کردند، به همین دلیل با همین نام شناخته می‌شوند. گردان اصلی این واحد نظامی هیپاسپیست‌هایی بودند که در ارتش اسکندر مقدونی خدمت می‌کردند. در طول جنگ‌های دیادوخوی‌ها، آنها ابتدا به یومنس خدمت کردند، اما در نبرد گابینه علیه آنتیگونوس اول مونوفتالموس در سال ۳۱۶ به وی خیانت کردند.

## اسکندر کبیر
آنها در ابتدا به شکل یک گردان از ارتش اسکندر مقدونی بودند. آنها سربازان دست‌چینی بودند که توسط نیکانور، پسر پارمنیون و همچنین سلوکوس فرماندهی می‌شدند و اسکندر همواره آنها را مورد احترام قرار می‌داد. آنها در ابتدا گردان‌هایی از هیپاسپیست بودند و نام خود را در زمانی که تحت فرمان اسکندر در هند بودند به آرگیراسپیدها (سپر نقره ای‌ها) تغییر دادند.

## جنگ‌های جانشینی
پس از مرگ اسکندر کبیر در سال ۳۲۳ قبل از میلاد، آنها به یومنس پیوستند. آنها کهنه سرباز بودند و با اینکه اکثر آنها بالای شصت سال سن داشتند، به دلیل مهارت و تجربه جنگی رعب آفرین و مورد احترام بودند. در نبرد گابین در سال ۳۱۶ قبل از میلاد ورق برای سپر نقره ای‌ها برگشت، آنتیگون اول پس از اینکه موفق شد کاروان تدارکات آنها را (شامل خانواده‌های آنها و حاصل چهل سال غارت) در اختیار بگیرد، به اجبار به سپاه آنتیگون گرویدند و تسلیم فرمان وی شدند. یکی از فرماندهان آنها، توتاموس، با آنتیگون مذاکره کرد تا اموال آنها را بازگرداند و در عوض، او نیز یومنس را به او تحویل داد.
آنتیگونوس به سرعت سپاه را متلاشی کرد و آن را برای مدیریت و مهار کردن بسیار متلاطم یافت و فرمانده دیگر آنها، آنتی ژنس را نیز اعدام کرد. در طول جنگ‌های جانشینان، آنتیگون به دلیل مرگ و میر افرادش در شورش ناشی از آنها، و همچنین درهم شکسته شدن سپاهش چندین مرتبه توسط آنها در نبرد، تنفر شدیدی نسبت به این واحد کهنه‌کار پیدا کرد. او آنها را به سیبیرتیوس، ساتراپ مقدونی آراچوسیا فرستاد تا آنها را با گروه‌های کوچک دو یا سه نفره به مأموریت‌های خطرناک اعزام کند تا تعداد آنها به سرعت کاهش یابد. با این حال، تعدادی از آنها ممکن است بازنشسته شده باشند تا در سکونتگاه‌های مقدونیه در استان آسیانا زندگی کنند.
پولیانوس می‌نویسد که آنتیگون آزادانه به آرگیراسپیدهایی که یومنس را به اسارت آورده بودند، پاداش داد. اما برای محافظت از خود در برابر اقدامات بعدی علیه او، به هزار نفر از آرگیراسپیدها دستور داد تا زیر نظر سیبیرتیوس خدمت کنند، در حالی که او دیگران را با ماندن آنها در پادگان‌های کشورهای دورافتاده و بی کشت منزوی کرد و با این تبعید او برای مدتی توانست همه را از شر آنها خلاص کند.
پلوتارک می‌نویسد که پس از کشته شدن یومنس آنتیگون، آرگیراسپیدها را نزد سیبیرتیوس فرستاد و به او دستور داد که آنها را به هر طریق ممکن نابود کند.

## دوران سلوکی
رهبران سلوکی سوریه یک سپاه فالانژی پیاده‌نظام به همین نام را استخدام کردند. در نبرد رافیا در سال ۲۱۷ قبل از میلاد، ۱۰۰۰۰ جنگجوی سپر نقره ای در مقابل فالانژهای سپاه بطلمیوسی مصر قرار گرفتند. آنها مردانی بودند که از کل پادشاهی انتخاب شده و به شیوه مقدونی مسلح بودند. موقعیت آنها نزد پادشاه در نبرد مگنزیا در سال ۱۹۰ قبل از میلاد نشان می‌دهد که آنها بهترین واحد پیاده‌نظام در ارتش سلوکی بودند. در رژه دافنه که آنتیوخوس چهارم اپیفانس در سال ۱۶۶ قبل از میلاد برگزار کرد، سپر نقره ای‌ها شامل ۵۰۰۰ نفر گارد مسلح بودند.
با این حال، لشکر مردانی که توسط پولیبیوس به عنوان مردان مسلح و ملبس به «شیوه رومی» توصیف می‌شود، به ۵۰۰۰ نفر می‌رسد، و بار-کوچوا خاطر نشان می‌کند که این مردان، که در اوج آمادگی توصیف می‌شوند، ممکن است یک لشکر از سپر نقره ای‌ها، همراه با قوای ذخیره تعدادشان به ۱۰۰۰۰ نفر نیز برسد.

## دوران رومی
امپراتور روم، الکساندر سوروس، در میان دیگر راه‌هایی که از اسکندر مقدونی تقلید می‌کرد، در ارتش خود مردانی داشت که به آنها آرژیراسپید و کریزاسپید (یعنی «سپرهای نقره ای» و «سپرهای طلایی») می‌گفتند.